# Papilio antonio
Papilio antonio är en fjärilsart som beskrevs av William Chapman Hewitson 1875. Papilio antonio ingår i släktet Papilio och familjen riddarfjärilar. Inga underarter finns listade i Catalogue of Life.